# In Yélwa
In Yélwa (auch: Inyalwa, Inyélwa, Ingnalwa, Ingnélwa, Inguélwa) ist ein Dorf in der Landgemeinde Tirmini in Niger.

## Geographie
Das von einem traditionellen Ortsvorsteher (chef traditionnel) geleitete Dorf befindet sich rund 44 Kilometer nordwestlich des Hauptorts Tirmini der gleichnamigen Landgemeinde, die zum Departement Takeita in der Region Zinder gehört. Zu den Siedlungen in der näheren Umgebung von In Yélwa zählen Guidan Guiwa und Falenko im Nordwesten, Bakin Birgi im Nordosten, Maï Komboroua im Südosten und Kaoutchin Kaba im Osten.
Es herrscht das Klima der Sahelzone vor, mit einer durchschnittlichen jährlichen Niederschlagsmenge zwischen 300 und 400 mm.

## Bevölkerung
Bei der Volkszählung 2012 hatte In Yélwa 2765 Einwohner, die in 437 Haushalten lebten. Bei der Volkszählung 2001 betrug die Einwohnerzahl 2218 in 379 Haushalten und bei der Volkszählung 1988 belief sich die Einwohnerzahl auf 974 in 166 Haushalten.
Die Bevölkerungsdichte in diesem Gebiet ist mit über 100 Einwohnern je Quadratkilometer hoch.

## Wirtschaft und Infrastruktur
Das Gebiet der Ebenen im Süden der Region Zinder, in dem In Yélwa liegt, ist von einer anhaltenden Degradation der ackerbaulichen Flächen gekennzeichnet, die mit der hohen Bevölkerungsdichte in Zusammenhang steht. Mit einem Centre de Santé Intégré (CSI) ist ein Gesundheitszentrum im Dorf vorhanden. Es gibt eine Schule.